# Runabout (automobile)

1903 Oldsmobile Curved Dash en 2009, au Rallye de voitures anciennes Londres-Brighton

Un runabout est un style de carrosserie de voiture répandu avant la première guerre mondiale. C'était une plateforme légère, sans pare-brise ni toit ni portes et une seule rangée de sièges. La forme devint indiscernable des roadsters et le terme est tombé dans l'oubli. L'approche a évolué vers la moderne « voiture de ville » ou citadine.

## Description et histoire
C'est une voiturette légère, peu coûteuse, ouverte, avec une carrosserie minimaliste et sans pare-brise ni toit ni portes. La plupart avaient une seule rangée de sièges, offrant la place à deux passagers. Certaines ont également eu un siège de coffre à l'arrière pour fournir en option des sièges pour un ou deux passagers supplémentaires; les voitures sans siège de coffre ont peut-être eu une malle plate-forme, une zone de chargement, un coffre ou d'un réservoir de carburant à la place. Ils différaient des buggies et hautes roues, principalement pour avoir des roues plus petites.
Les premières runabouts, qui n'étaient que des charrettes motorisées, avaient le moteur sous la carrosserie vers le milieu du châssis. Ce qui rendait l'entretien difficile, comme sur la Oldsmobile Curved Dash où la carrosserie doit être retirée pour accéder au moteur. La Gale runabout résolut ce problème en articulant la carrosserie à l'arrière de la voiture afin qu'elle puisse être levée pour accéder au moteur. Ensuite, certains constructeurs placèrent le moteur dans ce qui est devenu la position classique, à l'avant de la voiture.

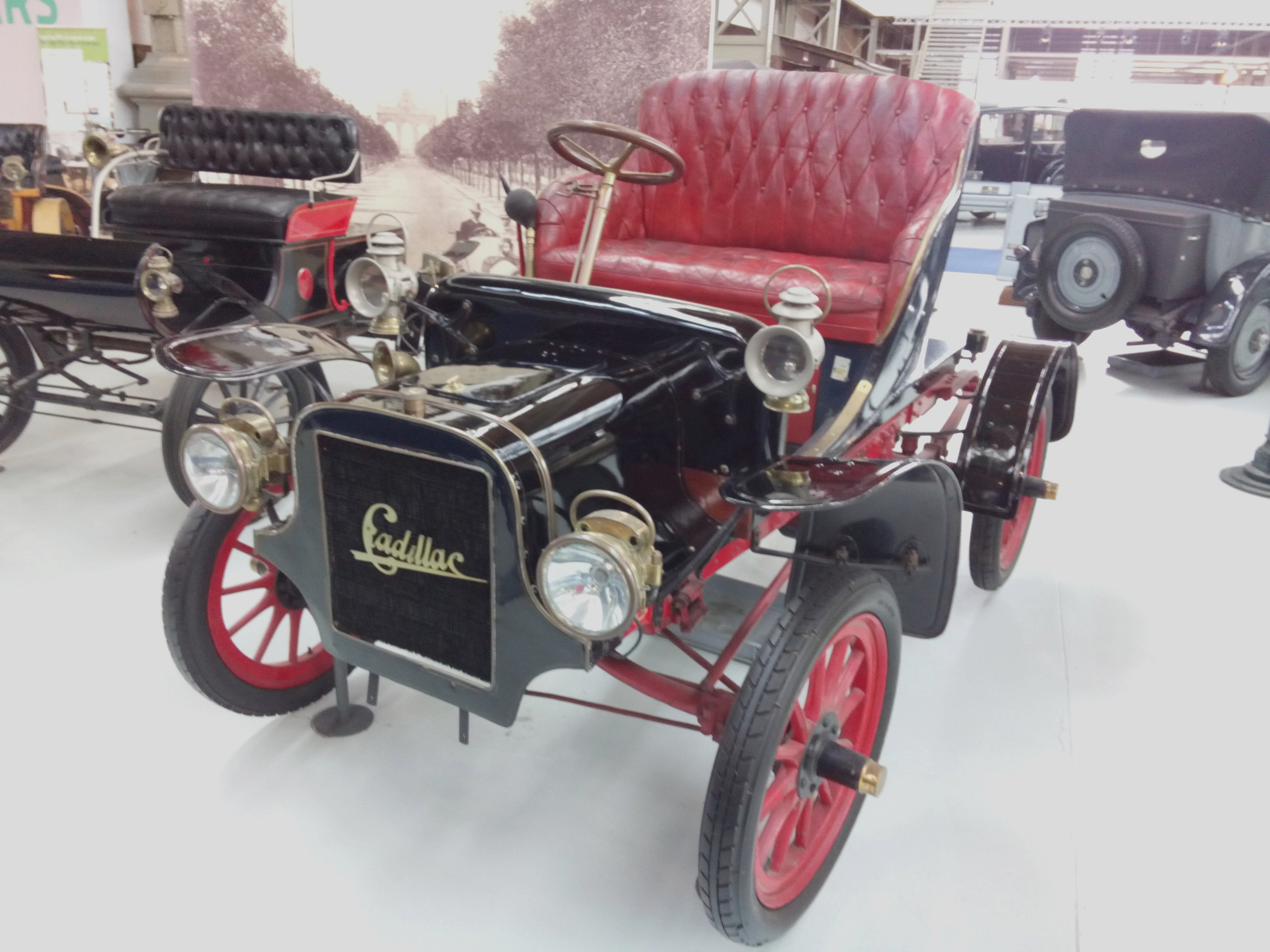
1907 Cadillac Modèle K à l'AutoWorld à Bruxelles

Ces voiturettes étaient très populaires jusqu'avant la première guerre mondiale. Elles sont donc assez typiques de la belle-époque. Elles étaient conçues pour une utilisation légère sur de courtes distances. Elles sont ensuite devenues presque impossibles à distinguer des roadsters
Des exemples notables de runabouts américaines sont l'Oldsmobile Curved Dash mentionnée plus tôt, qui fut la première voiture produite en masse, et la Cadillac runabout, qui a remporté le Trophée Dewar en 1908 en démontrant l'utilisation de pièces interchangeables.

## Utilisation du terme
En 1964, la GM Runabout était une voiture concept à trois roues exposée pour la première fois au Futurama II, une partie de la 1964 Foire Mondiale de New York. La voiture a été conçue spécifiquement pour les femmes au foyer et avait un panier  amovible construit en elle.
Le terme "runabout" est encore en usage en grande-Bretagne, dénotant une petite voiture utilisée pour de courts trajets.

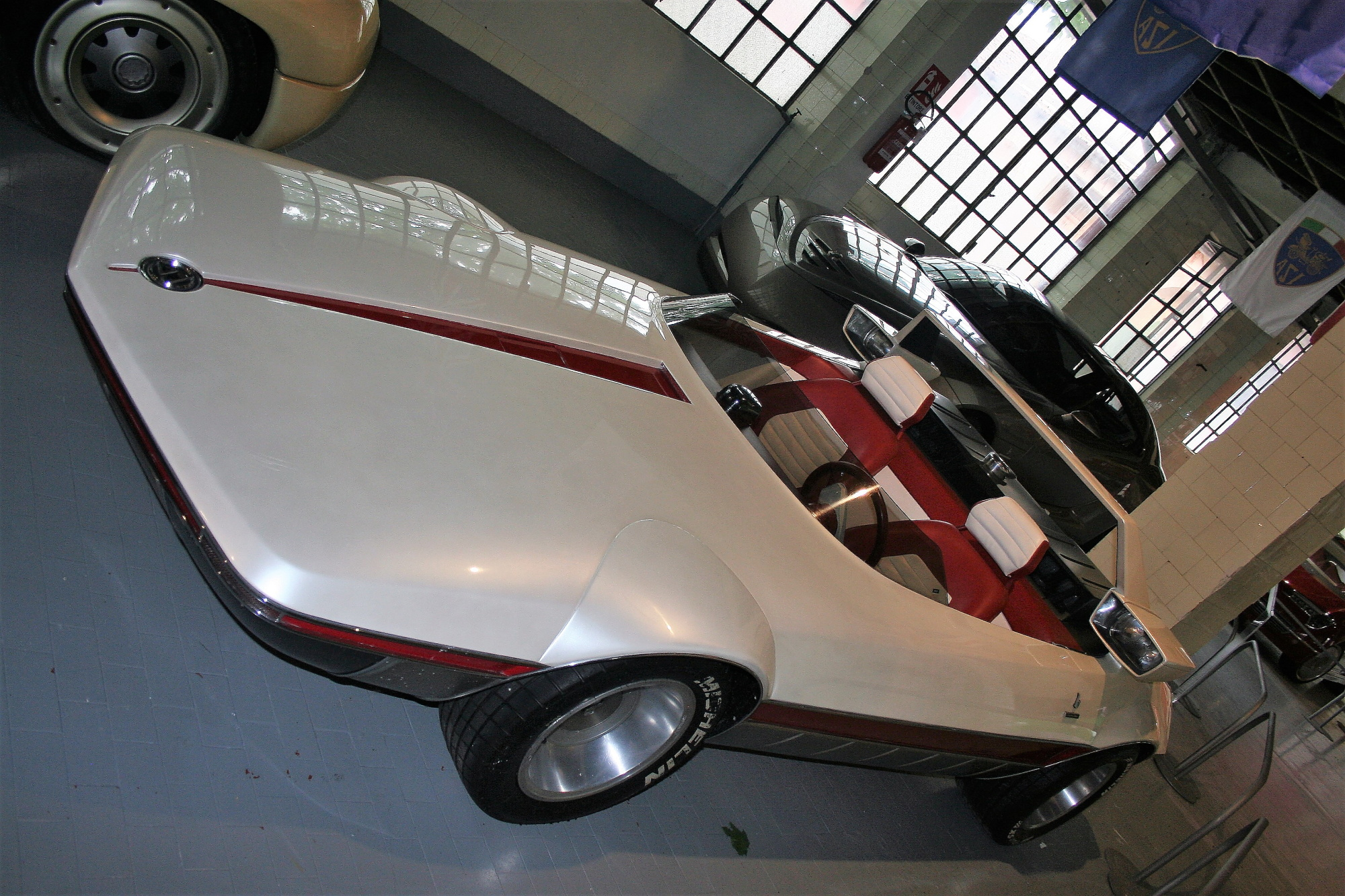
Autobianchi A112 Runabout by Bertone

Une des dernières voitures à avoir utilisé ce terme a été l'Autobianchi Runabout, un concept-car dû à Marcello Gandini et présenté sur le stand de la Carrozzeria Bertone lors du Salon de l'automobile de Turin 1969.
En 1984, Toyota Lance la "MR", dont la nomenclature se traduit en "Midship Runabout". La voiture possède un moteur en position centrale-arrière. Malgré son architecture peu commune au Roadsters (N'étant partagée que par certaines voitures typiquement perçue comme haut de gamme) elle reste un exemple moderne de "Runabout", véhicule léger deux places pour les déplacements courts.